# 21258 Huckins
21258 Huckins este un asteroid din centura principală, descoperit pe 15 martie 1996, de NEAT.